# Orfasay
Orfasay – niezamieszkana wyspa w archipelagu Szetlandów w Szkocji. Znajduje się w cieśninie Yell Sound, niedaleko brzegów wyspy Yell, od której jest oddzielona Sound of Orfasay. W przeszłości podczas odpływu wyspa łączyła się lądem z Yell.
Na Orfasay znajdują się pozostałości dwóch budynków.